# Мвасиквабхила Ньайсонга, Джервес Джон
Джервес Джон Мвасиквабхила Ньайсонга (суахили Gervas John Mwasikwabhila Nyaisonga, 3 ноября 1966 год, Танзания) — католический прелат, пятый епископ Додомы с 9 января 2011 года по 17 февраля 2014 год, второй епископ Мпанды с 17 февраля 2014 года, первый архиепископ Мбеи с 21 декабря 2018 года.

## Биография
11 июля 1996 года Джервес Джон Мвасиквабхила Ньайсонга был рукоположён в священника, после чего служил в различных приходах епархии Мбеи.
9 января 2011 года Римский папа Бенедикт XVI назначил Джервеса Джона Мвасиквабхила Ньайсонгу епископом Додомы. 19 марта 2011 года состоялось рукоположение Джервеса Джона Мвасиквабхилы Ньайсонги в епископа, которое совершил кардинал Поликарп Пенго в сослужении с архиепископом Мванзы Джудом Таддеусом Руваичи и епископом Мбеи Эваристо Марком Ченгулой.
17 февраля 2014 года Римский папа Франциск назначил Джервеса Джона Мвасиквабхилу Ньайсонгу епископом Мпанды.
21 декабря 2018 года назначен первым архиепископом Мбеи.